# 新井三寿希
新井 三寿希（あらい みずき、2002年11月27日 - ）は、日本の女子バレーボール選手である。

## 来歴
千葉県市川市出身。
松商学園高等学校では2019年に全国高等学校総合体育大会（インターハイ）に出場している。
国士舘大学では4年生で主将を務める。2024年のV・サマーリーグ東部大会には東日本大学選抜の選手として出場した。
2024年12月6日、SVリーグの群馬グリーンウイングスの内定選手として発表された。同月27日に追加登録選手として公示され、翌28日のデンソーエアリービーズ戦でデビューとなった。

## 所属チーム
- 市川市立東国分中学校（2015-2018年）
- 松商学園高等学校（2018-2021年）
- 国士舘大学（2021-2025年）
- 群馬グリーンウイングス（2025年-）